# Narycia galerita
Narycia galerita är en fjärilsart som beskrevs av Edward Meyrick 1911. Narycia galerita ingår i släktet Narycia och familjen säckspinnare. Inga underarter finns listade i Catalogue of Life.